# University of Leeds
University of Leeds – uniwersytet w mieście Leeds, w północnej Anglii, w hrabstwie West Yorkshire.

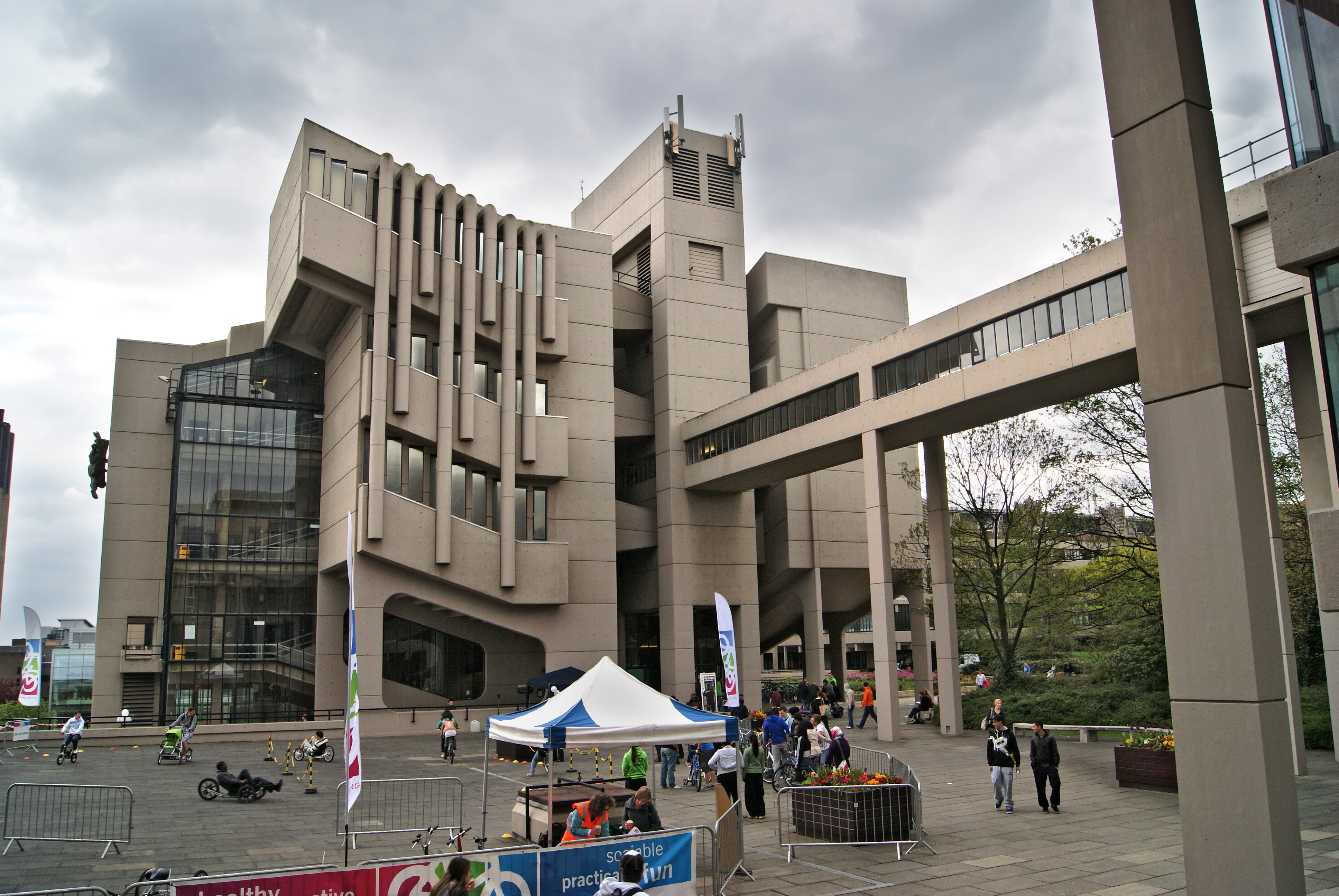
Roger Stevens Building

Jest drugim co do wielkości (ponad 38 tys. studentów, 9200 pracowników z ponad 100 różnych krajów) uniwersytetem brytyjskim, znajdującym się w pojedynczym mieście. Należy do elitarnej Russell Group skupiającej uniwersytety nastawione na badania naukowe, uzyskującej przeszło 60% sumy grantów i funduszy przeznaczonych na badania naukowe dla uczelni w Wielkiej Brytanii. Fundusze badawcze uczelni na rok 2009 wyniosły 113 milionów funtów. Uczelnia należy także do Worldwide Universities Network (WUN), sieci 23 instytucji naukowych, prowadzących intensywne badania naukowe na sześciu kontynentach. Gazety: The Times i The Sunday Times przyznały uczelni tytuł „Uniwersytetu Roku” w 2017. Obecnie – według The Sunday Times University League Table – zajmuje ona 15. miejsce w przewodniku Good University Guide 2021.
W rankingu Times Higher Education–QS World University Rankings w 2007 uniwersytet ten zajmował 80. miejsce. W roku 2019 został uznany za 31. najlepszy uniwersytet w Europie i 93. na świecie. Absolwenci Uniwersytetu w Leeds znajdują się także w „top 3” w Wielkiej Brytanii i „top 20” na świecie najbardziej pożądanych absolwentów przez pracodawców (QS Graduate Employability Rankings 2016).

## Historia
Pierwotną uczelnią była założona w 1831 Leeds School of Medicine. W 1874 w Leeds powstał Yorkshire College of Science (z czasem Yorkshire College), o wzrastającej renomie w zakresie nauk ścisłych i inżynierii. W 1887 obie te uczelnie połączyły się i stały się oddziałami krótko istniejącego Uniwersytetu Wiktorii (Victoria University), łączącego kilka miast północnej Anglii. W 1904 decyzją króla Edwarda VII zespół uczelni z Leeds wyodrębniono i nadano mu status samodzielnego uniwersytetu.
W 2009 roku uniwersytet otrzymał nagrodę Queen’s Anniversary Prize za wkład w rozwój inżynierii oraz technologii za światowej klasy badania oraz nauczenie w tej dziedzinie. W latach 2014–2015 był notowany w pierwszej dziesiątce najbardziej cenionych uczelni brytyjskich przez pracodawców.
Z uczelnią związanych jest także sześciu laureatów nagrody Nobla:
- William Henry Bragg (Nobel 1915, Fizyka);
- George Porter (Nobel 1967, Chemia);
- Wole Soyinka (Nobel 1986, Literatura);
- Archer John Porter Martin (Nobel 1952, Chemia);
- Richard Laurence Millington Synge (Nobel 1952, Chemia);
- Piers Forster jako członek Międzyrządowego Zespołu Narodów Zjednoczonych ds. Zmian Klimatu (ang. Intergovernmental Panel on Climate Change, IPCC) (Nagroda Pokojowa, 2007)

Uniwersytet zajmuje nieustannie wysokie pozycje w rankingach narodowych i międzynarodowych, m.in. wśród najlepszych uniwersytetów świata na liście szanghajskiej.

## Struktura
Uniwersytet jest podzielony na siedem grup zwanych wydziałami (faculties). Każdy wydział jest podzielony na szkoły, instytuty i ośrodki:
- sztuk pięknych, nauk humanistycznych i kultur (Arts, Humanities and Cultures)
- nauk biologicznych (Biological Sciences)
- biznesu (Business)
- nauk społecznych (Social Sciences)
- inżynierii i nauk fizycznych (Engineering and Physical Sciences)
- środowiska (Environment)
- medycyny i zdrowia (Medicine and Health)[9]